# Isabelle Wéry

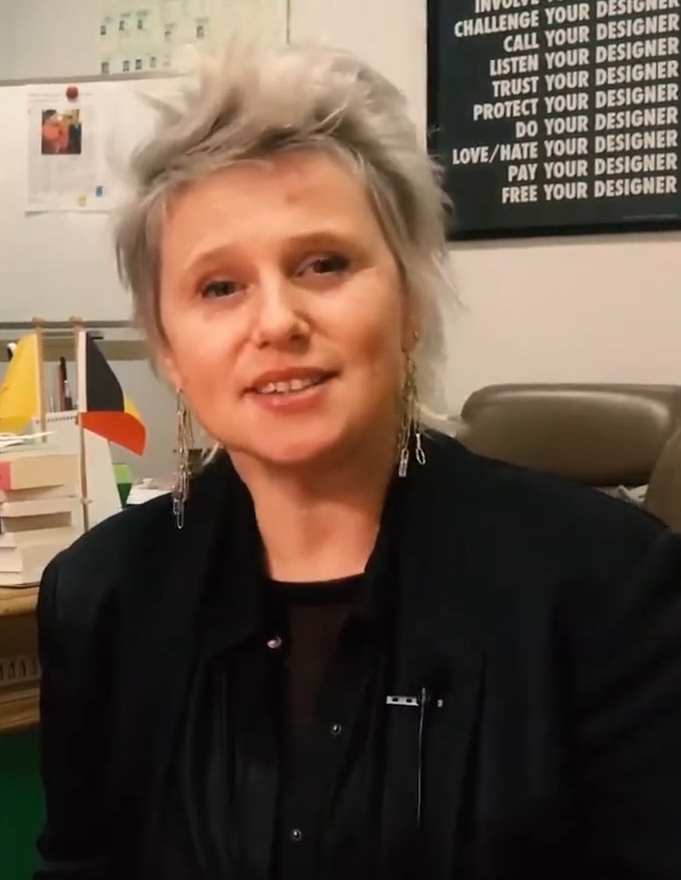
Isabelle Wéry en 2018

Isabelle Wéry es una actriz y escritora belga nacida en Lieja.
Estudió teatro en el INSAS, finalizando en 1991. Fue alumna de René Hainaux. Ha actuado en diferentes teatros de Francia, Bélgica, Italia y el Reino Unido. Consiguió una gran notoriedad con su actuación en Les Monologues du vagin de Eve Ensler. Fue nominada dos años consecutivos a los Prix du Théâtre en la categoría «Seul en scène» (1998 y 1999).
Ha aparecido también en algún musical de cine.

## Obra
- La mort du cochon. (teatro)
- Mademoiselle Ari Nue.(teatro)
- Juke-Box et Almanach.(teatro)
- Monsieur René (éditions Labor, 2006), novela

- Datos: Q3155062